# Repartiment
El  repartiment  era un sistema de donacions reials fetes després de les conquestes de terres de l'Àndalus especialment dins la Corona d'Aragó. Consistia en el repartiment de terres i habitatges entre els homes d'armes que havien intervingut en l'ocupació. Els repartiments més antics dels se'n conserven registres són els de Mallorca i València, ambdós del segle xiii, però n'hi ha molts altres a Múrcia i als territoris d'al-Àndalus que acabarien formant part de Castella. També existeixen registres dels repartiments de ciutats concretes, com el cas d'Oriola. Quan el rei feia una donació, els seus escrivans prenien una breu nota en uns registres, que més tard desenvoluparien en un document manuscrit per ser lliurat al nou propietari.
Significat semblant a l'actual terme italià La Ripartenza (nou començament, nou inici d'una activitat, d'un projecte)

## Nota
1. ↑  Enric Guinot. Repartiments a la Corona d'Aragó (segles XII-XIII).  Universitat de València, 28 novembre 2011, p. 75–. ISBN 978-84-370-8393-3 [Consulta: 26 juny 2012].
2. ↑  Rosselló Bordoy, Guillem. Universitat de les Illes Balears. Mallorca Musulmana, 2007. ISBN 978-84-8384-004-7.